# Sleeps with Butterflies
Sleeps with Butterflies, è un brano musicale, primo singolo tratto dall'album The Beekeeper della cantautrice statunitense Tori Amos. Come molti altri brani dell'artista, il singolo è stato pubblicato in versione digitale, ed è stato distribuito alle radio in versione promozionale. Il singolo è stato trasmesso dalle radio americane dal 10 gennaio 2005, mentre il download è stato reso disponibile dal 12 gennaio dello stesso anno.

## Video musicale
Il video è stato diretto da Laurent Briet, regista che aveva già lavorato con i Red Hot Chili Peppers e i Radiohead. Il concept del video prende ispirazione da alcuni disegni dell'artista giapponese Aya Kato, che ha partecipato alla realizzazione del video.

## Tracce
Singolo promozionale\iTunes
1. Sleeps with Butterflies – 3:35 (Tori Amos)

## Esecuzione
- Tori Amos - voce, pianoforte
- Matt Chamberlin - batteria
- Jon Evans - basso
- Mac Aladdin - chitarra elettrica, chitarra acustica